# Динганорбоева, Жажан Владимировна
Жажан Владимировна Динганорбо́ев (род. 3 августа 1979) ― российская бурятская театральная актриса. Актриса Бурятского театра драмы имени Х. Н. Намсараева. Народная артистка Республики Бурятия (2021). Супруг — Динганорбоев, Болот Динганорбоевич (род. 1980), российский бурятский театральный актёр.

## Биография
Родилась 3 августа 1979 года в улусе Ушхайта, Кижингинский район, Бурятская АССР, РСФСР.
В 1997 году поступила в Восточно-Сибирскую государственную академию культуры и искусств, которое окончила в 2002 году. В том же году принята в труппу Бурятского театра драмы, где служит по сей день.

Ещё во время учёбы во ВСГАКИ, и многочисленных стажировок в ведущих театрах страны Жажан обращала на себя внимание своей самобытностью, женственностью и легкостью в исполнении ролей, а также стремлением учиться, впитывать богатый опыт российского театрального искусства. Результатом её стараний и творческих поисков стал этакий синтез естественной простоты, характерной для девушек, выросших в степи, и утонченности особы из высшего общества.— 
За небольшой период работы в Бурятском театре драмы Жажан сыграла все главные роли в идущем репертуаре. Это такие роли, как: Даша в «Собаке моей любовницы» Геннадия Башкуева, Сэржэна в «Романсе о влюблённых» А. Лыгденова, Борте в «Чингисхане» Б. Гаврилова, Люси в «Трёхгрошовой опере» Бертольда Брехта, Бальжин хатан в одноимённом спектакле Доржи Эрдынеева, Любы в «С.С.С.Р.» Г. Башкуева и Валерии в «Утиной охоте» Александра Вампилова. В этих работах актриса показала своё трудолюбие и владение навыками актёрской профессии, показала перспективу своего творческого развития. В спектакле «Встретимся в той жизни» С. Эрдэнэ она блестяще сыграла роль Цэвэлмы, где уже уверенно продемонстрировала возросшее сценическое мастерство.
Сейчас театральные роли актрисы во многом определяют основательность и глубину театральных постановок театра, жизненное и художественное соответствие времени. Об этом свидетельствуют её роли последних лет в спектаклях: «Шэнхинуур шулуунууд» С. Жамбалова, «Ромео и Джульетта» и «Макбет» Вильяма Шекспира, «Турандот» Карло Гоцци, «Максар» в постановке Олега Юмова, «Волшебная страна предков» и другие.
Помимо работы в театре Жажан занимается и концертной деятельностью. Вместе со своим мужем, актёром Болотом Динганорбоевым составляют поющий дуэт. Песни в их исполнении завоевали любовь и симпатию многочисленных зрителей. В настоящее время совмещает актёрскую работу с обязанностями заведующей труппой театра.
За большой вклад в развитие бурятского театрального искусства Жажан Владимировна Динганорбоева была удостоена почётных званий «Заслуженная артистка Республики Бурятия» и «Народная артистка Республики Буряти» (2021).

## Театральные роли
- «Гэгээрэлэй зам» (Путь к просветлению) ― Янжима Дакхини
- «Турандот» ― Адельма
- «Гротески Хокусая» ― О-Хяку
- «С.С.С.Р. Союз Солдатских Сердечных Ран» ― Люба
- «Ранней весной» ― Гажад, Эжы, Сэсэг
- «Максар. Степь в крови» ― Мэргэн хатан
- «Встретимся в той жизни» ― Цэвэлма
- «Утиная охота» ― Валерия
- «Бальжин хатан» ― Бальжин Хатан
- «Трехгрошовая опера» ― Люси
- «Чингисхан» ― Борте
- «Собака моей любовницы» ― Даша
- «Улейские девушки» ― невеста